# Schannenbach
Schannenbach ist der südlichste Ortsteil der Gemeinde Lautertal (Odenwald) im Landkreis Bergstraße in Hessen.

## Geographie
Schannenbach liegt im Vorderen Odenwald ca. 7 km östlich von Bensheim und 3,3 km südöstlich der der Gemeindeverwaltung in Reichenbach auf einer gerodeten Bergterrasse am Nordwesthang des 576 Meter hohen Krehbergs. Das Gebiet des Ortsteils besteht aus der ganz im Süden des Gemeindegebiets liegenden Gemarkung Schannenbach mit einer Fläche von 95 Hektar, davon sind 33 Hektar Wald. Von Schannenbach führt das Meerbachtal nach Westen hinunter durch den Märkerwald nach Gronau. Außer einigen Bauernhöfen besteht der Ort aus Wohnbebauung, die sich entlang der Krehbergstraße mit Unterbrechungen auf eineinhalb Kilometer von Nord nach Süd durch die ganze Gemarkung hinzieht und dabei die Siedlung Ober-Schannenbach an der östlichen Gemarkungsgrenze bildet. Diese ist mit 540 Meter die höchstgelegene Wohnsiedlung der Gemeinde Lautertal.
Die nächstgelegenen Ortschaften sind im Nordwesten Knoden, im Norden Breitenwiesen, im Nordosten Glattbach, im Osten Seidenbuch, im Südosten Erlenbach, im Süden Seidenbach und Mittershausen-Scheuerberg, im Südwesten Ober-Hambach und im Westen Gronau. Durch den Ort verläuft die Kreisstraße K 56, die von der K 55 (Gadernheim –  Glattbach) abzweigt und als K 57 weiter nach Heppenheim führt.

## Geschichte

### Von den Anfängen bis zum 18. Jahrhundert
Schannenbach entstand im Gebiet der ehemaligen Mark Heppenheim, einem Verwaltungsbezirk des Frankenreichs. Am 20. Januar 773 schenkte Karl der Große die Stadt Heppenheim nebst der Mark Heppenheim dem Reichskloster Lorsch. Nach langen Streitigkeiten konnten sich die Kurpfalz und Kurmainz Anfang des 14. Jahrhunderts über das Erbe der Lorscher Abtei einigen und die Pfälzer Teile wurden durch die Amtsvogtei Lindenfels verwaltet.
Die erste schriftliche Erwähnung des Ortes fand der Ort unter dem Namen Schandenbach 1398, als Pfalzgraf Ruprecht III. seinem Schenken Eberhard von Erbach mit dem Pfälzer Teil von Scharbach belehnte. Da es im Grenzgebiet zwischen der Kurpfalz und der Grafschaft Erbach mehrere Vorfälle durch die unübersichtliche Gebietszugehörigkeit gab, einigte sich am 4. Juni 1561 der Pfälzer Kurfürst Friedrich III. mit den Brüdern Georg, Eberhard und Valentin, Grafen von Erbach, über einen Gebietstausch. Dadurch kamen die bisher zur Pfälzer Thalzent gehörigen Dörfer Lautern, Gadernheim und Reidelbach sowie der Pfälzer Anteil an Reichenbach an die Grafschaft Erbach und die erbachischen Dörfer Mittershausen, Mitlechtern, Scheuerberg, Schannenbach, Knoden, Breitenwiesen und Oberlaudenbach an die Pfalz. Dort bildeten sie die Neu-Zent der Amtsvogtei Lindenfels. Bis 1737 war die Vogtei dem Oberamt Heidelberg unterstellt, danach wurde Lindenfels ein selbständiges Oberamt der „Pfalzgrafschaft bei Rhein“ (im „Kurfürstentum Pfalzbayern“ ab 1777).
Die Gerichtsbarkeit über Schannenbach lag anfangs in Heppenheim, wo die Hohe Gerichtsbarkeit über „Diebstahl, Mordgeschrei, Steinwurf, Räuber und Ketzerei“ bis 1714 blieb. Dagegen wird durch Urkunden belegt, dass die „Neu-Zent“ bereits 1613 bestand und dass 1665 Rechtssachen an das Zentgericht in Mittershausen und von da an das kurpfälzische Hofgericht appelliert wurden.
In den Anfängen der Reformation sympathisierten die pfälzischen Herrscher offen mit dem lutherischen Glauben, aber erst unter Ottheinrich, Kurfürst von 1556 bis 1559, erfolgte der offizielle Übergang zur lutherischen Lehre. Danach wechselten seine Nachfolger und gezwungenermaßen auch die Bevölkerung mehrfach zwischen der lutherischen und der reformierten bzw. calvinistischen Religion. Im Heidelberger Oberamtscompetenzbuch vom Jahr 1610 ist Schannenbach als kirchliche Filiale von Gronau erwähnt.
Im Jahr 1613 wurden 6 Huben mit 6 Hausgesässene sowie 4 leibeigene Männer und 2 Frauen gezählt. Am Ende des Dreißigjährigen Kriegs (1648) dürfte der Ort wie viele Gebiete der Kurpfalz fast menschenleer gewesen sein.
Im Jahr 1784 wird Schannenbach als Ort mit sechs Häusern, neun Familien und 50 Seelen beschrieben. Die Gemarkung bestand aus 139 Morgen Ackerland, 30 Morgen Wiesen, zwei Morgen Gärten und einem Morgen Wald. Am großen Zehnten bezieht die kurpfälzische Hofkammer zwei und das mainzische Domkapitel ein Drittel, während vom kleinen Zehnten der jeweilige Amtmann von Lindenfels zwei, und der lutherische Pfarrer in Grünau ein Drittel erhält.
Im Versuch einer vollständigen Geographisch-Historischen Beschreibung der Kurfürstl. Pfalz am Rheine findet sich 1786 über Schannenbach:

»Schannenbach. Gränzet gegen Ost an den Kameralwald Seidenbuch; gegen Süd an den Heppenheimer Stadtwald; gegen West an das vorher
gehende Knoden; gegen Norden abermals an die Knoder Gemarkung. Nicht mehr als 6 Häuser, 9 Familien, 50 Seelen sind im J. 1784 dahier gefunden worden. Die Gemarkung enthält 139 M. Aecker, 3o M. Wiesen, 2 M. Gärten, und 1 M. Hubenwald. Am großen Zehnten beziehet die Kurpfälzische Hofkammer zwei, und das Mainzische Domkapitel ein Drittel; am kleinen aber der zeitliche Amtmann zu Lindenfels zwei, und der Luth. Pfarrer zu Grünau ein Drittel. Dieses und die zween vorhergehenden Weiler (Breitwiesen und Knoden) sind mit der Kurmainzischen Stadt Bensheim, wie
auch den Gräflich-Erbachischen Dörfern Grünau und Zell, zu der Beholzung und dem Weidtriebe in dem daselbst gelegenen sogenannten Märker-Wald, von Alters her berechtiget; die Jagd ober hat Kurpfalz allein.«

Über dieses gemeinsame Recht schreibt C.F.M.L. Marchand:

»Am 22. Sept. 1615 gab Pfalzgraf Friedrich eine Märkergerichtsordnung für die Bensheimer Markwaldungen zur Beseitigung der dieserhalb zwischen Bcnsheim, Gronau, Zell, Schannenbach, Knoden und Breitenwiesen bestandenen Irrungen. Zu dem Märkergericht stellte Bensheim den Schultheißen und 4 Mann, Gronau und Zell je 1 Mann, Schannenbach Knoden und Breitenwiesen 1 Mann zusammen. Die gemeinschaftlichen Waldungen bestanden aus dem Zellerholz (Vorderwald), Eselberg Kesselberg, Dengelberg, Schülberg und Knodelberg. Bensheim und Gronau hatten die beiden ersten allein. In der Mitte des 17. Jahrhunderts, nachdem die Sache vorher schon im Hofgericht zu Heidelberg streitig gelegen, bestanden noch mancherlei Dissidien, wegen der von Bensheim behaupteten Obermärkerschaft, des Steinsatzrechtes usw.«

### 19. Jahrhundert bis heute
Mit dem Reichsdeputationshauptschluss von 1803 erhielt die Landgrafschaft Hessen-Darmstadt, als Ausgleich für verlorene rechtsrheinische Gebiete, unter anderem Teile der aufgelösten Fürstentümer Kurmainz und Kurpfalz und des Bistums Worms zugesprochen. Somit kam das Oberamt Lindenfels und mit ihm Schannenbach an Hessen-Darmstadt. Dort wurde das Oberamt vorläufig als hessische Amtsvogtei weitergeführt. Die übergeordnete Verwaltungsbehörde war der „Regierungsbezirk Darmstadt“ der ab 1803 auch als „Fürstentum Starkenburg“ bezeichnet wurde.
In der Landgrafschaft Hessen-Darmstadt wurde mit Ausführungsverordnung vom 9. Dezember 1803 das Gerichtswesen neu organisiert. Für das Fürstentum Starkenburg wurde das „Hofgericht Darmstadt“ als Gericht der zweiten Instanz eingerichtet. Die Rechtsprechung der ersten Instanz wurde durch die Ämter bzw. Standesherren vorgenommen. Das Hofgericht war für normale bürgerliche Streitsachen Gericht der zweiten Instanz, für standesherrliche Familienrechtssachen und Kriminalfälle die erste Instanz. Übergeordnet war das Oberappellationsgericht Darmstadt. Damit hatten die „Zent Heppenheim“ und die mit ihr verbundenen Zentgerichte endgültig ihre Funktion eingebüßt. Am 14. August 1806 erhob Napoleon die Landgrafschaft Hessen-Darmstadt zum Großherzogtum. 1812 wurde der Amtsbereich des „Amts Lindenfels“ aufgeteilt und Schannenbach erst dem „Amt Bensheim“ und am 18. April des gleichen Jahres mit den anderen Orten der ehemaligen Neu-Zent dem ehemals mainzischen „Amt Heppenheim“ zugewiesen.
1816 wurden im Großherzogtum Provinzen gebildet und das vorher als „Fürstentum Starkenburg“ bezeichnete Gebiet, das aus den südlich des Mains gelegenen alten hessischen und den ab 1803 hinzugekommenen rechtsrheinischen Territorien bestand, in „Provinz Starkenburg“ umbenannt. 1821 wurden im Rahmen einer umfassenden Verwaltungsreform die Amtsvogteien in den Provinzen Starkenburg und Oberhessen aufgelöst und Landratsbezirke eingeführt, wobei Schannenbach zum Landratsbezirk Lindenfels kam. Im Rahmen dieser Reform wurden auch Landgerichte geschaffen, die unabhängig von der Verwaltung waren. Deren Gerichtsbezirke entsprachen in ihrem Umfang den Landratsbezirken. Für den Landratsbezirk Lindenfels war das Landgericht Fürth als Gericht erster Instanz zuständig. Diese Reform ordnete auch die Verwaltung auf Gemeindeebene neu. So war die Bürgermeisterei in Mittershausen außer für Mittershausen auch für Breitenwiesen, Igelsbach, Knoden, Mitlechtern, Schannenbach und Scheuerberg zuständig. Entsprechend der Gemeindeverordnung vom 30. Juni 1821 gab es keine Einsetzungen von Schultheißen mehr, sondern einen gewählten Ortsvorstand, der sich aus Bürgermeister, Beigeordneten und Gemeinderat zusammensetzte.
Die Statistisch-topographisch-historische Beschreibung des Großherzogthums Hessen berichtet 1829 über Schannenbach:

»Schannebach (L. Bez. Lindenfels) luth. und reform. Filialdorf; liegt 1 1⁄2 St. von Lindenfels und hat 15 Häuser und 102 Einwohner, welche aus 56 Luth. und 46. Reform bestehen. Durch Tausch kam der Ort 1561 von Erbach an Churpfalz und 1802 kam derselbe an Hessen«

1832 wurden die Verwaltungseinheiten weiter vergrößert und es wurden Kreise geschaffen. Nach der am 20. August 1832 bekanntgegebenen Neugliederung sollte es in Süd-Starkenburg künftig nur noch die Kreise Bensheim und Lindenfels geben; der Landratsbezirk von Heppenheim sollte in den Kreis Bensheim fallen. Noch vor dem Inkrafttreten der Verordnung zum 15. Oktober 1832 wurde diese aber dahingehend revidiert, dass statt des Kreises Lindenfels neben dem Kreis Bensheim der Kreis Heppenheim als zweiter Kreis gebildet wurde, zu dem auch Schannenbach gehörte.
Am 16. März 1842 erfolgte eine Trennung: Schannenbach mit Knoden und Breitenweisen bildete ab dem 22. Juli eine die eigene Bürgermeisterei, die übrigen Gemeinden blieben bei Mittershausen.
Im Neuestes und gründlichstes alphabetisches Lexicon der sämmtlichen Ortschaften der deutschen Bundesstaaten von 1845 heißt es:

»Schannenbach bei Lindenfels. — Dorf, zur reformirten Pfarrei Schlierbach, resp. katholischen Pfarrei Lindenfels gehörig. — 154 H. 102 evangel. E. — Großherzogth. Hessen. — Provinz Starkenburg. — Kreis Heppenheim. - Landgericht Fürth. — Hofgericht Darmstadt. — Das Dorf Schannenbach, auch Schannebach genannt, ist im J. 1802 von Churpfalz an Hessen übergegangen.«

Am 31. Juli 1848 wurden in den Provinzen die Kreise und die Landratsbezirke des Großherzogtums abgeschafft und durch „Regierungsbezirke“ ersetzt, wobei die bisherigen Kreise Bensheim und Heppenheim zum Regierungsbezirk Heppenheim vereinigt wurden. Bereits vier Jahre später, im Laufe der Reaktionsära, kehrte man aber zur Einteilung in Kreise zurück und Schannenbach wurde Teil des neu geschaffenen Kreises Lindenfels.
Die im Dezember 1852 aufgenommenen Bevölkerungs- und Katasterlisten ergaben für Schannebach: Lutheranisches und Reformatorisches Filialdorf mit 143 Einwohnern. Die Gemarkung bestand aus 380 Morgen, davon 172 Morgen Ackerland, 89 Morgen Wiesen und 111 Morgen Wald.
In den Statistiken des Großherzogtums Hessen werden, bezogen auf Dezember 1867, für das Filialdorf Schannenbach eigener Bürgermeisterei, 24 Häuser, 152 Einwohnern, der Kreis Lindenfels, das Landgericht Fürth, die evangelische reformierte Pfarrei Schlierbach bzw. die lutheranische Pfarrei Gronau des Dekanats Lindenfels und die Pfarrei Lindenfels des Dekanats Heppenheim angegeben. Durch die Bürgermeisterei wurden außerdem der Weiler Breitenwiesen (fünf Häuser, 47 Einwohner) und das Dorf Knoden (zehn Häuser, 84 Einwohner) verwaltet.
1874 wurde eine Anzahl von Verwaltungsreformen beschlossen. So wurden die landesständige Geschäftsordnung sowie die Verwaltung der Kreise und Provinzen durch Kreis- und Provinzialtage geregelt. Die Neuregelung trat am 12. Juli 1874 in Kraft und verfügte auch die Auflösung der Kreise Lindenfels und Wimpfen und die Eingliederung Schannenbachs in den Kreis Bensheim.
Am Ende des 19. Jahrhunderts kündigte sich für den Odenwald langsam das Industriezeitalter an. So leistete die ab 1839 erbaute Staatsstraße von Worms über Bensheim, durch das Lautertal nach Lindenfels und weiter bis Michelstadt einen wichtigen Beitrag zur Verbesserung der Infrastruktur des vorderen Odenwaldes. Sie erhielt den auf die Nibelungensage hinweisenden Namen „Nibelungenstraße“.
Im Jahr 1869 wurde die Eröffnung der Nibelungenbahn von Worms über Lorsch nach Bensheim gefeiert, wo sie Anschluss an die bereits 1846 fertiggestellten Main-Neckar-Bahn hatte.
Im Jahr 1927 wurde Schannenbachs Gemarkungsgröße mit 95,1 ha angegeben.
Wie die Einwohnerzahlen von 1939 und 1946 zeigen, nahm auch Schannenbach nach dem Zweiten Weltkrieg viele Flüchtlinge und Vertriebene aus den ehemaligen deutschen Ostgebieten auf.
Im Zuge der Gebietsreform in Hessen wurde die bis dahin selbständige Gemeinde Schannenbach zum 1. August 1972 kraft Landesgesetzes in die Gemeinde Lautertal eingegliedert. Für den Ortsteil Schannenbach wurde ein Ortsbezirk nach der Hessischen Gemeindeordnung eingerichtet.
Der Ort hat bis heute seinen dörflichen Charakter bewahrt und bietet Touristen Übernachtungsmöglichkeiten und eine Gastwirtschaft.

### Gerichte im Großherzogtum Hessen
Die Gerichtsbarkeit des Oberamtes Lindenfels ging 1813 an das neue Justizamt in Fürth über. Mit Bildung der Landgerichte im Großherzogtum Hessen war ab 1821 das Landgericht Fürth das Gericht erster Instanz. Anlässlich der Einführung des Gerichtsverfassungsgesetzes mit Wirkung vom 1. Oktober 1879, infolge derer die bisherigen großherzoglichen Landgerichte durch Amtsgerichte an gleicher Stelle ersetzt wurden, während die neu geschaffenen Landgerichte nun als Obergerichte fungierten, kam es zur Umbenennung in Amtsgericht Fürth und Zuteilung zum Bezirk des Landgerichts Darmstadt.

### Verwaltungsgeschichte im Überblick
Die folgende Liste zeigt die Staaten und Verwaltungseinheiten, denen Schannenbach angehört(e):
- Vor 1561: Heiliges Römisches Reich, Grafschaft Erbach
- ab 1561: Heiliges Römisches Reich, Pfalzgrafschaft bei Rhein, Oberamt Heidelberg, Amt Lindenfels, Neue Zent
- ab 1737: Heiliges Römisches Reich, Pfalzgrafschaft bei Rhein, Oberamt Lindenfels, Neue Zent
- ab 1777: Heiliges Römisches Reich, Kurfürstentum Pfalzbayern (durch Erbfall), Pfalzgrafschaft bei Rhein, Oberamt Lindenfels, Neue Zent
- ab 1803: Heiliges Römisches Reich, Landgrafschaft Hessen-Darmstadt,[Anm. 2] Fürstentum Starkenburg, Amt Lindenfels
- ab 1806: Großherzogtum Hessen,[Anm. 3] Fürstentum Starkenburg, Amt Lindenfels
- ab 1812: Großherzogtum Hessen, Fürstentum Starkenburg, Amt Bensheim
- ab 1815: Großherzogtum Hessen[Anm. 4], Provinz Starkenburg, Amt Bensheim
- ab 1820: Großherzogtum Hessen, Provinz Starkenburg, Amt Heppenheim
- ab 1821: Großherzogtum Hessen, Provinz Starkenburg, Landratsbezirk Lindenfels[Anm. 5]
- ab 1832: Großherzogtum Hessen, Provinz Starkenburg, Kreis Heppenheim
- ab 1848: Großherzogtum Hessen, Regierungsbezirk Heppenheim
- ab 1852: Großherzogtum Hessen, Provinz Starkenburg, Kreis Lindenfels
- ab 1871: Deutsches Reich,[Anm. 6] Großherzogtum Hessen, Provinz Starkenburg, Kreis Lindenfels
- ab 1874: Deutsches Reich, Großherzogtum Hessen, Provinz Starkenburg, Kreis Bensheim
- ab 1918: Deutsches Reich, Volksstaat Hessen,[Anm. 7] Provinz Starkenburg, Kreis Bensheim
- ab 1938: Deutsches Reich, Volksstaat Hessen, Landkreis Bergstraße[25][Anm. 8]
- ab 1945: Deutsches Reich, Amerikanische Besatzungszone,[Anm. 9] Groß-Hessen, Regierungsbezirk Darmstadt, Landkreis Bergstraße
- ab 1946: Deutsches Reich, Amerikanische Besatzungszone, Land Hessen, Regierungsbezirk Darmstadt, Landkreis Bergstraße
- ab 1949: Bundesrepublik Deutschland, Land Hessen, Regierungsbezirk Darmstadt, Landkreis Bergstraße
- ab 1972: Bundesrepublik Deutschland, Land Hessen, Regierungsbezirk Darmstadt, Landkreis Bergstraße, Gemeinde Lautertal

## Bevölkerung

### Einwohnerstruktur 2011
Nach den Erhebungen des Zensus 2011 lebten am Stichtag dem 9. Mai 2011 in Schannenbach 132 Einwohner. Darunter waren 6 (4,5 %) Ausländer. Nach dem Lebensalter waren 18 Einwohner unter 18 Jahren, 51 zwischen 18 und 49, 33 zwischen 50 und 64 und 27 Einwohner waren älter. Die Einwohner lebten in 63 Haushalten. Davon waren 18 Singlehaushalte, 18 Paare ohne Kinder und 21 Paare mit Kindern, sowie 6 Alleinerziehende und 3 Wohngemeinschaften. In 15 Haushalten lebten ausschließlich Senioren und in 42 Haushaltungen lebten keine Senioren.

### Einwohnerentwicklung
| • 1613: | 6 Hausgesessene, Leibeigene: 4 Männer, 8 Frauen. |
| • 1784: | 50 Seelen, sechs Häusern mit neun Familien       |
| • 1829: | 102 Einwohner, 15 Häuser                         |

| Schannenbach: Einwohnerzahlen von 1784 bis 2022 | Schannenbach: Einwohnerzahlen von 1784 bis 2022 | Schannenbach: Einwohnerzahlen von 1784 bis 2022 | Schannenbach: Einwohnerzahlen von 1784 bis 2022 | Schannenbach: Einwohnerzahlen von 1784 bis 2022 |
| --- | ----------------------------------------------- | ----------------------------------------------- | ----------------------------------------------- | ----------------------------------------------- |
| Jahr |                                                 |                                                 |                                                 | Einwohner                                       |
| 1784 | 1784                                            |                                                 | 50                                              | 50                                              |
| 1800 | 1800                                            |                                                 | ?                                               | ?                                               |
| 1828 | 1828                                            |                                                 | 102                                             | 102                                             |
| 1834 | 1834                                            |                                                 | 136                                             | 136                                             |
| 1840 | 1840                                            |                                                 | 146                                             | 146                                             |
| 1846 | 1846                                            |                                                 | 148                                             | 148                                             |
| 1852 | 1852                                            |                                                 | 142                                             | 142                                             |
| 1858 | 1858                                            |                                                 | 150                                             | 150                                             |
| 1864 | 1864                                            |                                                 | 145                                             | 145                                             |
| 1871 | 1871                                            |                                                 | 160                                             | 160                                             |
| 1875 | 1875                                            |                                                 | 161                                             | 161                                             |
| 1885 | 1885                                            |                                                 | 123                                             | 123                                             |
| 1895 | 1895                                            |                                                 | 113                                             | 113                                             |
| 1905 | 1905                                            |                                                 | 150                                             | 150                                             |
| 1910 | 1910                                            |                                                 | 163                                             | 163                                             |
| 1925 | 1925                                            |                                                 | 120                                             | 120                                             |
| 1939 | 1939                                            |                                                 | 117                                             | 117                                             |
| 1946 | 1946                                            |                                                 | 152                                             | 152                                             |
| 1950 | 1950                                            |                                                 | 134                                             | 134                                             |
| 1956 | 1956                                            |                                                 | 116                                             | 116                                             |
| 1961 | 1961                                            |                                                 | 121                                             | 121                                             |
| 1967 | 1967                                            |                                                 | 146                                             | 146                                             |
| 1980 | 1980                                            |                                                 | ?                                               | ?                                               |
| 1990 | 1990                                            |                                                 | ?                                               | ?                                               |
| 2000 | 2000                                            |                                                 | ?                                               | ?                                               |
| 2011 | 2011                                            |                                                 | 132                                             | 132                                             |
| 2013 | 2013                                            |                                                 | 148                                             | 148                                             |
| 2022 | 2022                                            |                                                 | 119                                             | 119                                             |
| Datenquelle: Historisches Gemeindeverzeichnis für Hessen: Die Bevölkerung der Gemeinden 1834 bis 1967. Wiesbaden: Hessisches Statistisches Landesamt, 1968. Weitere Quellen: LAGIS; Zensus 2011 Gemeinde Lautertal |                                                 |                                                 |                                                 |                                                 |

### Historische Religionszugehörigkeit
| • 1829: | 56 evangelisch-lutherische (= 54,90 %), 46 evangelisch-reformierte (= 45,10 %) Einwohner |
| • 1961: | 101 evangelische (= 83,47 %), 20 katholische (= 16,53 %)                                 |

## Politik
Ortsbeirat
Für Schannenbach besteht ein Ortsbezirk (Gebiete der ehemaligen Gemeinde Schannenbach) mit Ortsbeirat und Ortsvorsteher, nach Maßgabe der §§ 81 und 82 HGO und des Kommunalwahlgesetzes in der jeweils gültigen Fassung. Der Ortsbeirat besteht aus fünf Mitgliedern. Bei den Kommunalwahlen in Hessen 2021 betrug die Wahlbeteiligung zum Ortsbeirat Schannenbach 66,34 %. Alle Kandidaten gehörten der „Wählervereinigung Schannenbach“ an. Der Ortsbeirat wählte Andreas Benker zum Ortsvorsteher.

## Verkehr
Für den überörtlichen Verkehr ist Schannenbach durch die Kreisstraße K 56 erschlossen, ein kurzer Abzweig von der K 55, die nach Norden an Knoden und Breitenwiesen vorbei bei Gadernheim in die als Nibelungenstraße bekannte Bundesstraße 47 einmündet, und nach Osten über Seidenbuch nach Glattbach an den Schlierbach zu Tal führt. Die Hauptstraße des Ortes heißt Krehbergstraße. Sie führt vom Ortseingang im Norden bis zu den letzten Häusern von Ober-Schannenbach im Süden. Von dort aus führen Forststraßen hinauf auf den Krehberggipfel sowie in den Heppenheimer Ortsteil Ober-Hambach. In der Ortsmitte zweigt die Gronauer Straße ab und führt als Forstweg zum gleichnamigen Nachbarort hinunter.